# José María Valiente
José María Valiente Soriano (Chelva, 18 de noviembre de 1900-Valdecilla, 7 de diciembre de 1982) fue un político carlista español, presidente de la Secretaría Nacional de la Comunión Tradicionalista entre 1955 y 1960 y jefe delegado entre 1960 y 1967.

## Biografía

### Familia y juventud
José María Valiente Soriano nació en la pequeña localidad valenciana de Chelva, el 18 de noviembre de 1900. Fue hijo de José Valiente Soriano —abogado y notario de profesión— y Micaela Soriano Ibáñez, matrimonio de clase media. Su padre contaba con un despacho abierto en Madrid en la calle Barquillo, Nº21. Sus abuelos paternos fueron Don José (vecino de Yecla, Murcia) y Doña Francisca. Sus abuelos maternos fueron Manuel y Carlota.
José María Valiente tenía dos hermanas. La familia se trasladó Madrid en la última etapa de la monarquía alfonsina.
José María estudió derecho en la Universidad Central de Madrid, realizando posteriormente su tesis doctoral en la prestigiosa Universidad de Bolonia (donde conoció a Ramón Serrano Súñer, que estudiaba también Derecho). Valiente se especializó en el derecho bancario y se graduó cum laude  en 1923. Comenzó a ejercer de abogado y académico especializado en Derecho Civil en la Universidad de Zaragoza, siendo posteriormente empleado por la Universidad de Sevilla y la Universidad de La Laguna en las Islas Canarias. Se casó con Consuelo Setién Rodríguez, santanderina de origen noble, con quien tuvo tres hijos.

### Político católico
En 1927 Valiente fundó la Juventud Católica de España, una agrupación apolítica dedicada a la defensa y difusión de los valores católicos entre los jóvenes, que se asociaría en 1931 a Acción Católica, una amplia organización de católicos laicos liderada por Ángel Herrera Oria. Ese mismo año, al iniciarse el laicismo militante de la Segunda República, comenzó a actuar en política, siendo cofundador de Acción Nacional (que en 1932 cambiaría su nombre por Acción Popular), una alianza conservadora de gran alcance, aunque heterogénea, de cuyo primer Comité Nacional sería vicepresidente. Puesto que Acción Católica prohibía a sus miembros ejercer funciones de liderazgo en partidos, Valiente dimitió de su cargo en la dirección de la JCE.
En 1933 organizó las Juventudes de Acción Popular, que presidiría él mismo. Poco después AP se incorporó a la Confederación Española de Derechas Autónomas (CEDA). Las JAP pasaron entonces a constituir una rama juvenil de la CEDA aunque conservaron su nombre y estructura; Valiente permaneció al frente de la organización, llegando a ser uno de los dirigentes de la CEDA a nivel nacional. Bajo su liderazgo, las Juventudes se convirtieron en un grupo agresivamente anti-izquierdista, aunque sin llegar a ser una organización paramilitar y negando, entonces, similitud con el fascismo (aunque, posteriormente, reconocería que las JAP estaban influenciadas por esta ideología y «no tenían nada que ver con la democracia cristiana»). En las elecciones a Cortes de 1933 Valiente, gracias a sus vínculos familiares en la provincia de Santander, logró figurar en la candidatura local de Unión de Derechas Agrarias, siendo fácilmente elegido por el distrito de Santander.
A principios de 1934 Valiente viajó en secreto en al menos dos ocasiones a Francia para hablar con Alfonso XIII. Su objetivo era negociar los términos de la colaboración entre sus partidarios monárquicos alfonsinos y la CEDA —oficialmente definida como accidentalista—, además de solicitar al depuesto rey que se abstuviese de hacer declaraciones que pudiesen perjudicar el éxito de la CEDA. No está del todo claro en qué medida había sido acordada esta misión con el líder del partido, José María Gil-Robles, ya que ambos dieron versiones contradictorias del suceso. No obstante, suele aceptarse que el último, cuando menos, estaba informado del asunto y no se opuso. Cuando las conversaciones de Fontainebleau  se filtraron a la prensa, la CEDA se vio acorralada bajo la acusación de estar conspirando contra la República, a pesar de sus reiteradas declaraciones de lealtad a la misma. La CEDA acabó presentando el suceso como un complot monárquico dentro de la propia organización.  Valiente (al parecer, con su consentimiento) se convertiría en el chivo expiatorio y sería expulsado del partido. Es posible que la militancia de las JAP, percibida por algunos cedistas como comprometedora, contribuyese a las duras medidas tomadas contra Valiente, que abandonaría también las JAP, siendo reemplazado en su liderazgo por José María Pérez de Laborda.

### Tradicionalista

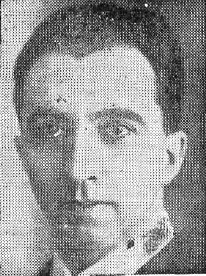
José María Valiente

A finales de 1935, en pleno apogeo de popularidad, Valiente decidió unirse a la Comunión Tradicionalista. Para los carlistas se trataba una valiosa adquisición: la militancia de las JAP y el episodio monárquico —del que se avergonzaba la CEDA, partidaria de la legalidad vigente— eran credenciales de bienvenida para los tradicionalistas, que no ocultaban su intención de acabar lo antes posible con aquel «régimen ateo». En las elecciones a Cortes de 1936 se presentó como candidato en la lista tradicionalista de la circunscripción de Burgos, de electorado más bien conservador, resultando elegido. La posición política de Valiente en la escena política nacional quedó de manifiesto cuando llevó a hombros el féretro de José Calvo Sotelo durante su funeral.
En la conspiración anti-republicana el papel de Valiente se redujo a las negociaciones con los posibles aliados alfonsinos de la provincia de Burgos, donde residía cuando se produjo el golpe de Estado del 18 de julio. Pasó a ser miembro de la Junta Nacional Carlista de Guerra, donde se hizo cargo de los asuntos religiosos. Cuando el general Franco expulsó de España a Manuel Fal Conde, jefe delegado de la Comunión Tradicionalista, Valiente actuó como su sustituto. En 1937, frente a la presión de Franco para unir a tradicionalistas y falangistas, no compartió ni la presteza del Conde de Rodezno ni la intransigencia de Fal Conde. Fue uno de los once carlistas que entraron en el Consejo Nacional (de cincuenta miembros) de la nueva organización —aunque no se trataba de una Junta Política— y asumió la jefatura provincial de Burgos, renunciando a su puesto en la Junta de Guerra. Más que una asimilación dentro del variopinto grupo creado de manera artificial por los militares, Valiente temía la división del carlismo entre rodeznistas  y falcondistas.

Emblema del Requeté

Con la autorización personal del regente de la Comunión Tradicionalista, Don Javier, Valiente permaneció en el Consejo Nacional falangista (hasta 1942), aunque rechazó la oferta de Rodezno, que había aceptado el Ministerio de Justicia en el primer gabinete franquista de 1938 y pidió a Valiente ser su subsecretario (el puesto lo asumiría en su lugar Luis Arellano). Valiente parecía esperar que se lograse un acuerdo con las autoridades vencedoras hasta 1942, cuando Franco ignoró la propuesta de Don Javier de formar un gobierno carlista-franquista. A partir de entonces, pasaría a oponerse a Franco. En 1945, a raíz de las manifestaciones carlistas antifranquistas en Pamplona, fue detenido y temió ser llevado a un pelotón de fusilamiento, aunque finalmente las sanciones adoptadas contra él fueron relativamente leves, especialmente en comparación con la represión empleada contra la izquierda.
Al tratarse de uno de los principales seguidores de mediana edad de Don Javier y de su jefe delegado, Fal Conde, fue muy solicitado por el Conde de Rodezno, que lo invitó a unirse a los carlistas juanistas, teóricamente leales a la regencia de Don Javier, pero partidarios de la candidatura de Don Juan, el hijo de Alfonso XIII, como futuro rey tradicionalista. Valiente se negó a adherirse, ignorando también a la facción mucho menor que abogaba por los derechos dinásticos de Carlos Pío de Habsburgo, nieto de Carlos VII, que se presentó como Carlos VIII y era aparentemente popular entre algunos sectores de la Falange. Valiente también mantuvo su lealtad a Don Javier —aunque sin demasiado entusiasmo— en 1952, cuando este decidió poner fin a la regencia y anunció su derecho al trono.

### Carlista colaboracionista

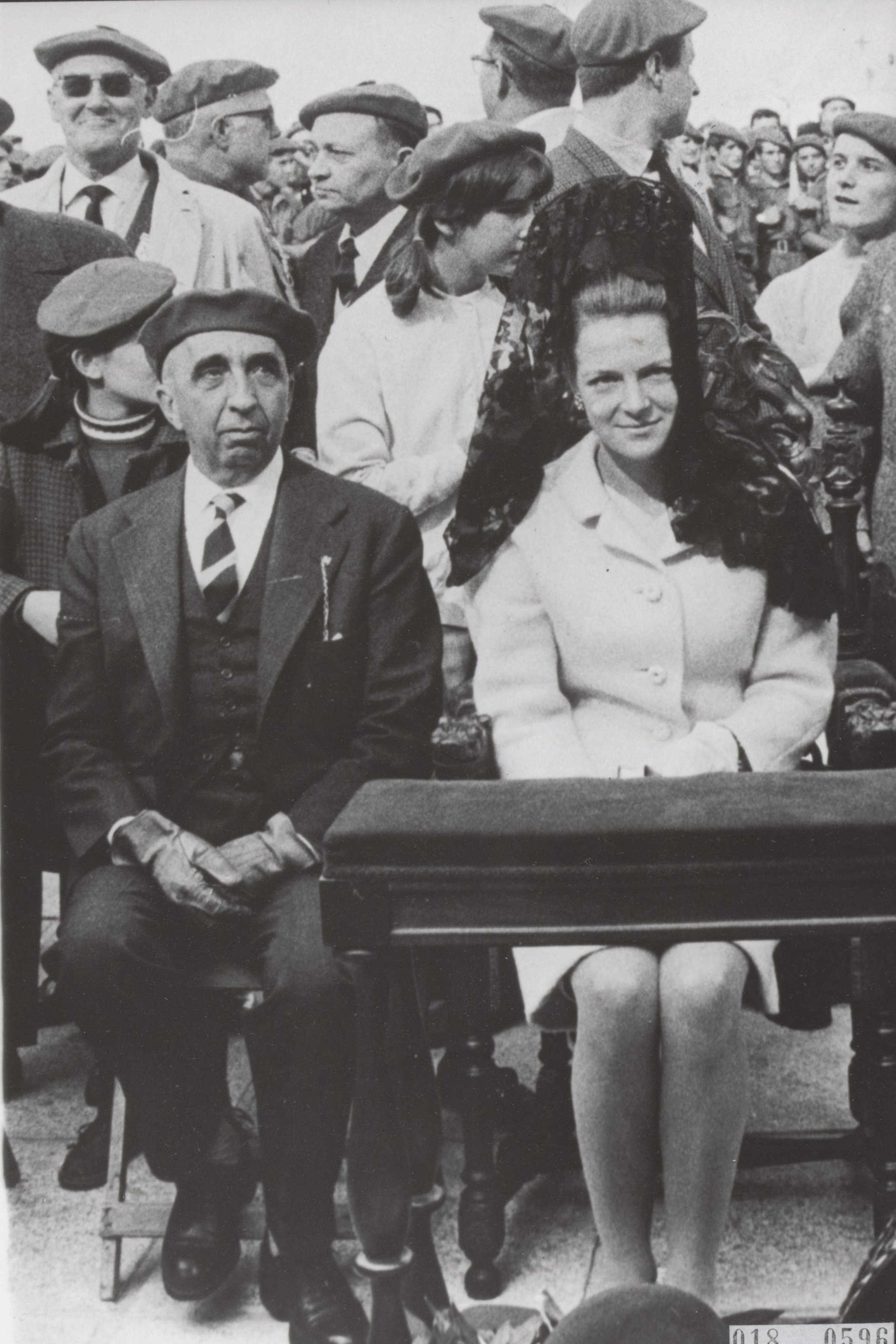
Valiente con la princesa Irene de los Países Bajos en la concentración anual del Cerro de los Ángeles en Madrid (1966)

A mediados de la década de 1950 el creciente sentimiento entre los javieristas era que la intransigente oposición a Franco perseguida por Manuel Fal Conde había producido pocos o ningún resultado. Don Javier parecía estar de acuerdo con este planteamiento. Tras la dimisión de Fal Conde en 1955, creó la Secretaría Nacional, un nuevo órgano de gobierno colegiado de la Comunión, nombrando presidente a Valiente. Este se opuso enérgicamente a los planes de unidad monárquica de José María Arauz de Robles, diseñando una orientación más colaboradora con el franquismo. El momento parecía particularmente oportuno en 1957, cuando los planes totalitarios del líder falangista José Luis Arrese fueron rechazados por Franco, que comenzó a hacer referencias al tradicionalismo y a la Comunión. La Ley de Principios del Movimiento Nacional, adoptada en 1958, declaró que España era una Monarquía Tradicional.
La nueva estrategia de posibilismo fue recibida con sentimientos encontrados entre los carlistas; los veteranos junteros regionales se quejaban y un joven navarro, disfrazado de sacerdote, llegó a agredir a Valiente en una calle de Pamplona. Su aliado clave contra la oposición interna resultó ser el hijo de Don Javier, Carlos Hugo, que tuvo una entrada fulminante como Príncipe de Asturias en la concentración anual carlista de Montejurra de 1957. El príncipe saludó a la juventud en medio de una explosión de entusiasmo, pronunciando su Proclama de Montejurra que, además de novedades sociales, presagiaba la modernización del partido, además de una política más activa que podía interpretarse como una oferta a Franco. Cuando Carlos Hugo se trasladó de manera permanente a Madrid desde Francia, cooperó estrechamente con Valiente, que sería nombrado jefe delegado en 1960.
Inicialmente, el acercamiento ideado por Valiente y el líder carlohuguista Ramón Massó parecía prometedor. Los líderes falangistas de tendencia socialmente radical José Solís y Raimundo Fernández-Cuesta comenzaron a frecuentar los encuentros carlistas. Valiente tuvo dos largas audiencias con Franco en 1961 y 1962. El Jefe del Estado le transmitió que todavía no había tomado una decisión en cuanto a su sucesión. Carlos Hugo fue recibido personalmente por el Caudillo con posterioridad. Franco permitió asimismo la formación de los Círculos Culturales Vázquez de Mella, delegaciones carlistas semioficiales, y autorizó algunos nuevos periódicos tradicionalistas. Sin embargo, no se materializaron otros resultados tangibles. Finalmente se le negó la nacionalidad española a Carlos Hugo, ningún javierista obtuvo una posición clave en el régimen (aunque se rumoreaba la candidatura de Valiente como ministro de Justicia) y el franquismo no adoptó un giro tradicionalista.
A finales de los 50, Valiente, apodado «el hombre fuerte del carlismo», empezó a perder lentamente terreno en la Comunión. En 1962 tuvo que compartir el poder con la nueva Secretaría Política dirigida por Massó. En 1963 José María Zavala asumió la presidencia de la Junta de Gobierno, un nuevo órgano carlista ejecutivo, dejando a Valiente con menos poder aún como jefe delegado. Valiente diría «aquí corren varios caballos; nosotros no sabemos si tenemos alguna posibilidad, pero corremos», muestra de su creciente escepticismo. La frustración entre los carlistas respecto a la estrategia colaboracionista, aparentemente improductiva, fue en aumento. Esta estrategia se derrumbó por completo cuando Valiente presentó su renuncia en 1967 y Carlos Hugo fue expulsado de España en 1968.

### Oposición a Carlos Hugo
A mediados de los 60 las diferencias en cuanto al posibilismo se acentuaron. Valiente se alarmó al percibir que la conciencia social de Carlos Hugo estaba perdiendo su tono tradicional para asumir una connotación marxista. La cuestión vasca resultó ser otro motivo de discordia. A finales de los 60, los jóvenes carlohuguistas controlaban ya la organización estudiantil carlista AET, el MOT y la nueva milicia, los GAC, amenazando asumir el control de todo el movimiento. La campaña sagazmente diseñada por Massó acusó a los anteriores dirigentes de un exceso de compromiso con el franquismo. El jefe de requetés de la Guerra Civil, José Luis Zamanillo, fue expulsado y Valiente se vio arrinconado. Puesto que Valiente había sido siempre fiel a Don Javier, contaba generalmente con el apoyo del reclamante. Sin embargo, Don Javier, con edad ya muy avanzada, se fue distanciado gradualmente del mismo y aceptó su renuncia como jefe delegado en 1968.
Aun así, Valiente siguió manteniendo relaciones cordiales con Don Javier. La situación cambió cuando Valiente fue nombrado procurador en Cortes por designación personal del general Franco. En un extraño giro de la fallida política colaboracionista, el Generalísimo decidió ensalzar a Valiente, fortaleciendo su posición como procurador, en su enfrentamiento con Carlos Hugo. Don Javier exigió que Valiente declinase el nombramiento, pero Valiente estaba ya decidido a enfrentarse a los carlohuguistas izquierdistas. En una carta personal a Don Javier, fechada en noviembre de 1970, subrayaba su lealtad a los principios tradicionalistas, sugiriendo de manera implícita que Don Javier podría haberlos abandonado.
El conflicto abierto duró hasta 1971, pero Valiente no logró el apoyo suficiente. Para entonces se había producido ya un cambio generacional en el carlismo. Los jefes tradicionalistas de la Guerra Civil habían muerto o dejado la política activa debido a su avanzada edad; las bases de la Cruzada estaban en edad de jubilación. El movimiento se había ido llenando de miembros ajenos al ideario tradicionalista atraídos por la nueva ideología de Carlos Hugo que apenas habían vivido la guerra y habían crecido en la España franquista. Con el apoyo de éstos, durante los Congresos del Pueblo Carlista, Carlos Hugo refundó el carlismo con el nombre de Partido Carlista, rechazando el apelativo de tradicionalista —empleado como sinónimo de carlista desde hacía un siglo— y adoptando el socialismo autogestionario del dictador yugoslavo Tito. Valiente sería expulsado del nuevo partido.

### EtapaJuancarlista
En 1969 Franco designó formalmente a Juan Carlos de Borbón como su sucesor a título de rey. Valiente creyó que el joven príncipe podría ser un futuro rey aceptable, fiel a los valores tradicionales y contrario a las ideas democrático-liberales sostenidas por su padre, al que consideraba un oportunista.[cita requerida] En 1972 envió una carta al Príncipe de España, sugiriendo que era un momento favorable para implantar una monarquía tradicional apartada del modelo franquista. Tras la Ley de Asociaciones Políticas, Valiente ideó un nuevo partido monárquico de amplia base, con la posible presidencia titular del propio Juan Carlos. La organización se materializó finalmente en 1975 como Unión Nacional Española, siendo fundada por Zamanillo, Antonio de Oriol y Miguel Fagoaga, aunque fracasó en sus objetivos y no logró el apoyo de la corona.
Valiente era favorable al desmantelamiento del sistema franquista, pero no en la dirección democrática finalmente adoptada durante la Transición. Su nuevo partido, fundado en los principios católicos, conservadores y monárquicos, no obtuvo apoyo popular. La UNE se asoció al nuevo partido derechista Alianza Popular. En las elecciones de 1977, AP fue la cuarta fuerza política con el 8% de los votos, muy por detrás de UCD y el PSOE y algo detrás de los comunistas del PCE. UNE abandonó su alianza con AP en 1978, negándose a respaldar la Constitución de 1978. Para entonces Valiente había abandonado toda esperanza en que Juan Carlos fuese un rey garante de algún tipo de continuidad conservadora,[cita requerida] menos aún tradicionalista. En 1979 se unió a Derecha Democrática Española, un nuevo intento fracasado de construir un partido conservador, disolviéndose un año después de la muerte de Valiente, en 1982.